# Kościół św. Izydora w Nowym Polichnie
Kościół pw. św. Izydora w Nowym Polichnie – katolicki kościół filialny znajdujący się w Nowym Polichnie (gmina Santok). Należy do parafii w Lipkach Wielkich.

## Historia
Świątynia poewangelicka. Pierwszy, drewniany kościół wzniesiono w Nowym Polichnie w 1758. W 1882 zastąpiono go nowym - z żółtej cegły. Jest to obiekt neoromański, salowy, z niewielką wieżą na pięciokątnej absydzie, wtopioną w bryłę świątyni. Wewnątrz zachowane jest wyposażenie z XVIII wieku.
Kościół jest wpisany do rejestru zabytków nieruchomych województwa lubuskiego (nr rej.: L-733/A z 9.12.2016).  

## Otoczenie
Za kościołem pozostałości dawnego cmentarza ewangelickiego, a na nim jedyny grób - Franciszka Rzeźnika (urodzonego w Rohatynie), zmarłego tragicznie 1 sierpnia 1943.

## Galeria

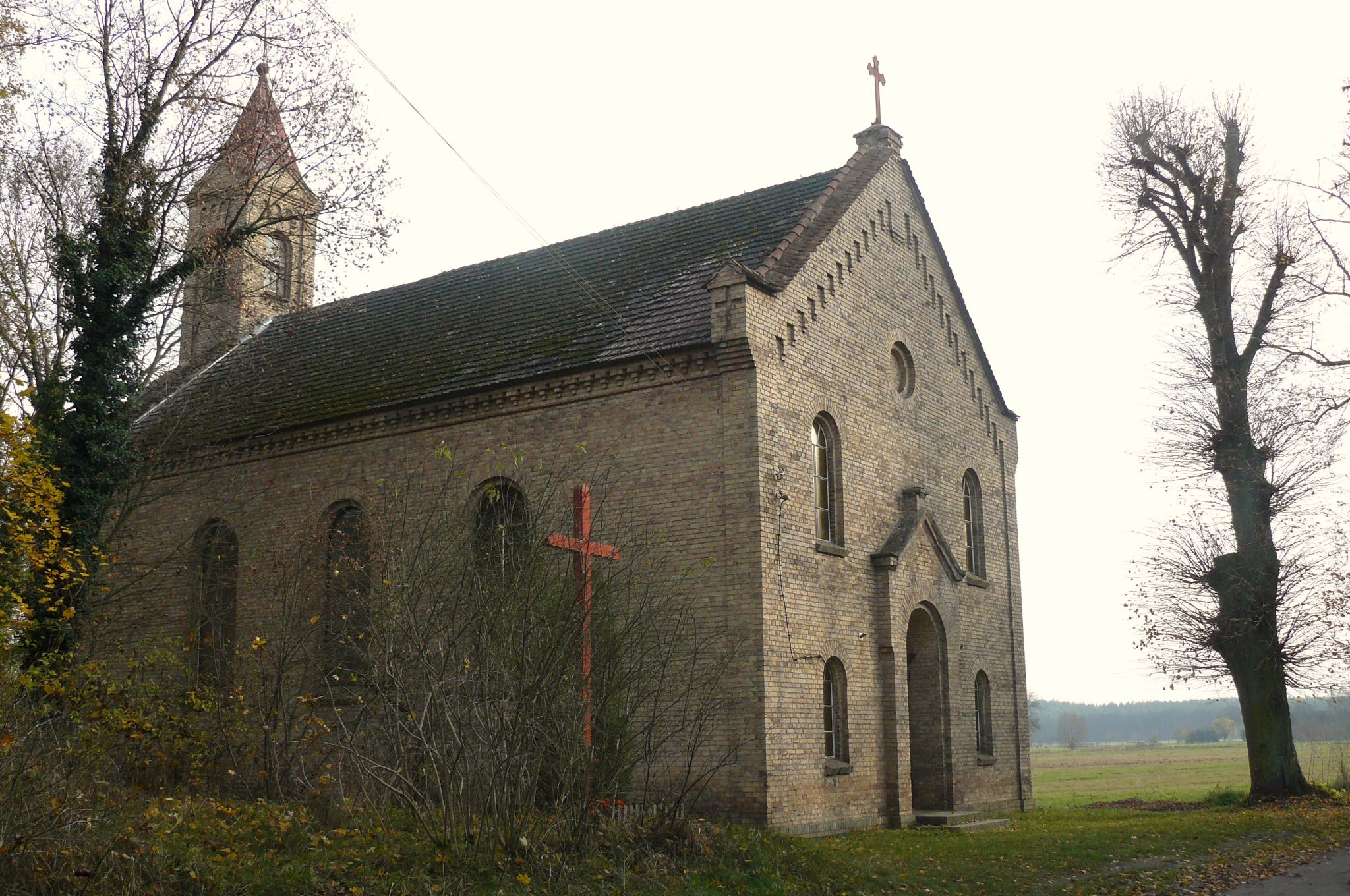
Fasada czołowa
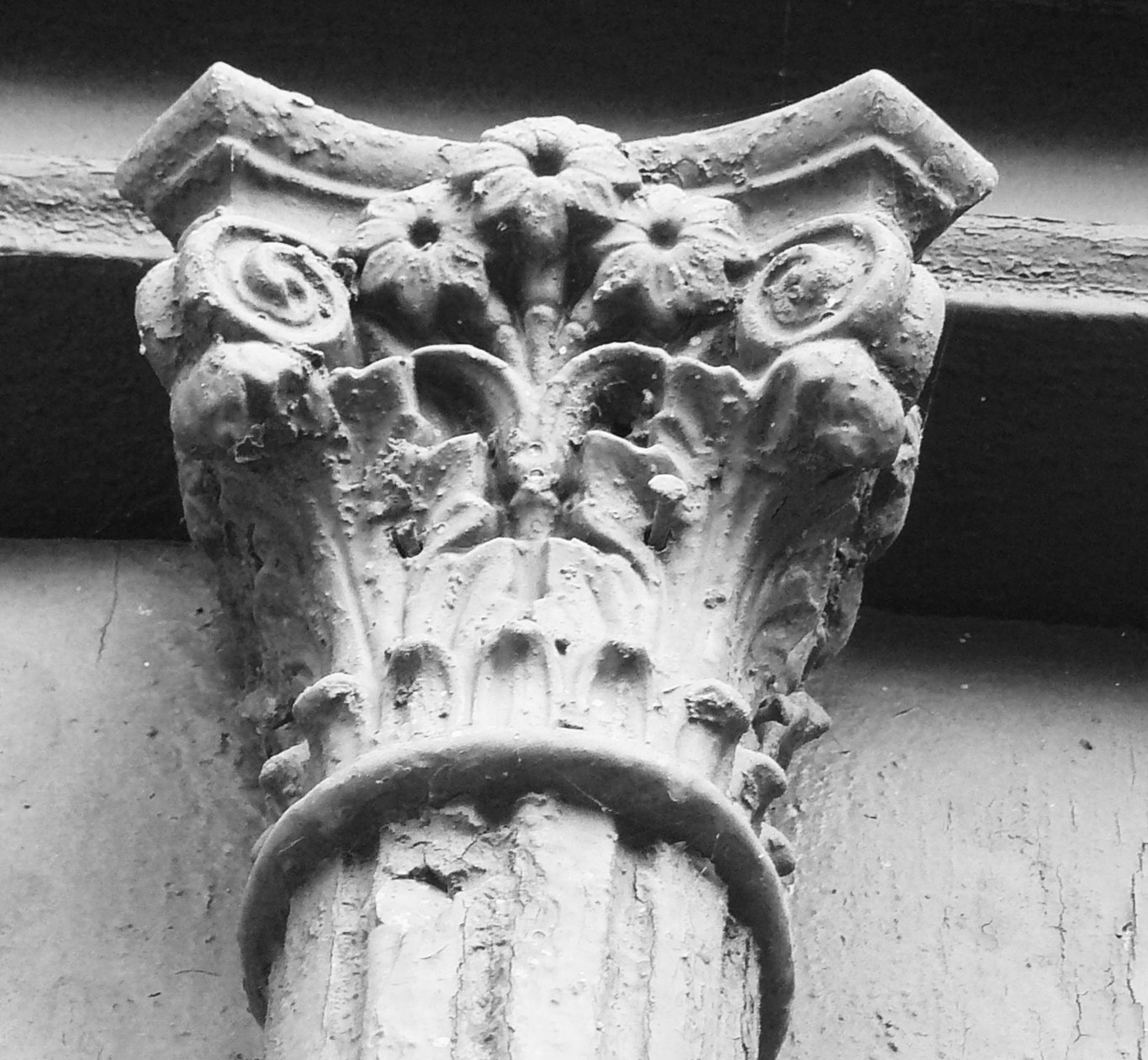
Detal
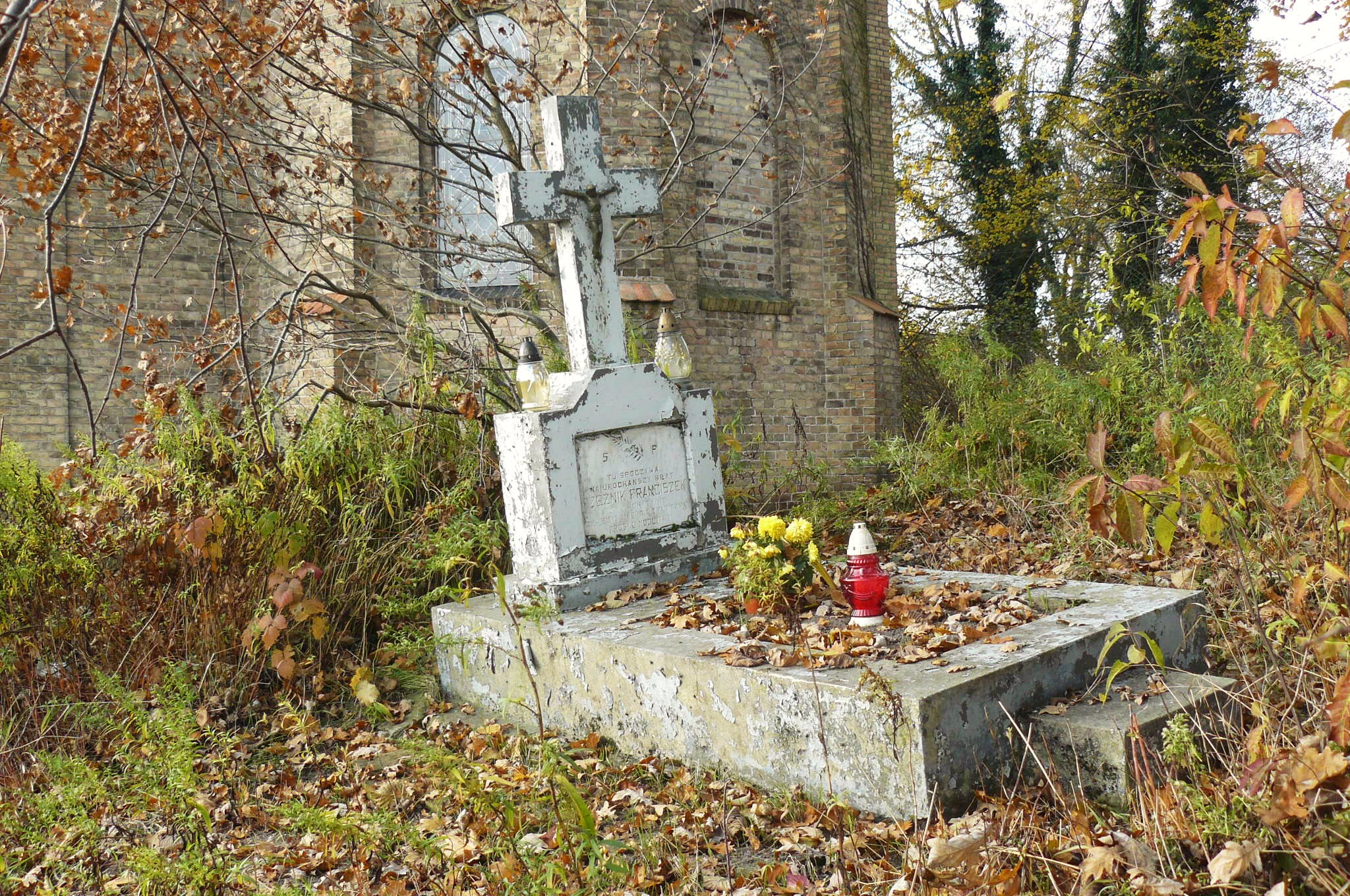
Grób Fr. Rzeźnika